# Baltasar Belenguer Hervás
Baltasar Belenguer Hervás, més conegut com a Sangchili (València, 15 d'octubre de 1911 - València, 2 de setembre de 1992) va ser un boxejador professional valencià que l'1 de juny de 1935 es va convertir en el primer espanyol a guanyar cap títol mundial en qualsevol esport en guanyar el campionat del món dels pesos gall.

## Trajectòria
Baltasar Belenguer treballava de fontaner i va començar al món de la boxa després de vore a València un combat entre Jack Demsey-George Carpentier. A causa del rebuig que l'activitat causava en la seua família, que vivia prop del carrer Navellos, al seu primer combat va utilitzar un presudònim, Sangchili, que ell mateix es va posar copiant el nom d'un xinès amic de la seua família (Sang Chi Li), perquè el seu pare no ho conegués. Va debutar el 1929, després d'estar entrenant durant dos anys.
Sangchili va guanyar el campionat d'Espanya en 1933 en vèncer a Carles Flix. La vespra de Sant Josep de 1935 va combatre contra el campió mundial, Alf Brown, a un igualat combat amistós on algunes font asseguren que el torrentí guanyà per punts i altres recullen que el resultat va ser nul. En qualsevol cas, Sangchili lluitaria de nou contra "Panama" Alf Brown al "Pequeño Jai-Alai" de València l'1 de juny de 1935, vencent per punts en acabar els 15 assalts i proclamant-se campió mundial del pes gall versió IBU, organisme que per aquelles dates regia els destins de la boxa a Europa.
Abans d'aquell combat Sangchili havia disputat 60 combats havent eixit victoriós en 50 d'aquests, a més de cinc derrotes i cinc nuls.
Una volta va obtenir el títol, Sangchili realitzar una reeixida gira collint gran nombre de victòries tant a Espanya com a l'estranger, sempre sense posar el títol en joc fins que el veterà Benny Sharkey amb més de cent victòries a l'esquena el derrota a Newcastle upon Tyne, d'on era nadiu el púgil anglès. D'aquesta ensopegada es recupera al cap de pocs dies derrotant a Liverpool a un altre magnífic oponent Ronnie James que només havia aconseguit una derrota en els seus més de cinquanta combats i al qual el valencià va derrotar per punts.
El maig de 1936 fa el seu debut en Estats Units, al mític Madison Square Garden de Nova York, el seu rival va ser Lew Farber, un experimentat rival a qui Sangchili venç per punts en 10 assalts. Tretze dies abans ja havia guanyat altre combat a Brooklyn, contra Jimmy Martin.
Pitjor sort va córrer el 29 de juny de 1936 contra Tony Marino, amb qui havia posat el seu títol en joc i que li derrota per KO en 14 assalts quan el valencià, que dominava per punts, semblava que anava a retenir el cinturó.
No recuperat de la decepció d'haver perdut el seu títol torna a perdre a Mont-real un combat contra Frankie Martin. Encara que en el seu següent combat té l'opció de venjar-se de Tony Marino derrotant per punts en 10 assalts, si bé Tony Marino havia tingut la precaució de no posar el cinturó en joc així que el títol de campió no va poder tornar a les mans del de Torrent.
Acaba la seua gira americana amb una derrota a Mèxic contra el boxejador local Juan Zurita i torna a Europa on realitza diversos combats a França en els següents dos anys, fins que el 1938 el títol gall de la IBU torna a quedar vacant i són nomenats aspirants dos vells coneguts, els excampions, Panamà Alf Brown i Baltasar Belenguer Sangchili. El combat es va disputar a París i aquesta vegada va guanyar el panameny per punts en 15 assalts.
En finalitzar la Guerra Civil Espanyola, torna a València. La FEB li reconeix el títol, però ha de defensar-lo davant Miguel Safont primer, i Alpañez després. Llavors entrenava a prop de la Plaça de Sant Agustí, al gimnàs de Serafín Martínez Fort.
La carrera pugilística de Sangchili arriba aleshores cap al seu final, amb una victòria davant el veterà Eugene Huat i un intent per obtenir el títol d'Europa davant Valentin Angelmann a París, perdut per desqualificació en quatre assalts. Va tancar la seua carrera el 1940 aconseguint el títol nacional a València enfront de Miguel Safont per punts en 12 assalts.
Després d'enretirar-se, va ser entrenador de boxejadors al seu gimnàs i preparador físic al Torrent CF. Va morir el 2 de setembre de 1992 a l'hospital a València a causa d'un accident domèstic patit el 24 d'agost del mateix any.

## Principals combats
- 22 d'abril de 1933, València. Venç a Carles Flix per punts en 12 assalts i es proclama campió d'Espanya dels pesos galls.
- 15 de juliol de 1933, València. Fa nul amb Nicolas Petit-Biquet i no aconsegueix conquistar la corona europea dels galls.
- 6 de febrer de 1934, Madrid. Fa nul amb Carles Flix per punts i reté la seua corona nacional.
- 18 d'agost de 1934, Alger, Algèria. És derrotat per Nicolas Petit-Biquet per punts en 15 assalts i no aconsegueix conquistar el títol europeu dels gall.
- 1 de juny de 1935, València. Venç a Alf Brown per punts en 15 assalts i es proclama campió del món del pes gall.
- 29 de maig de 1936, Nova York, venç al Madison Square Garden a Lew Farber per punts en 10 assalts.
- 29 de juny de 1936, Nova York, és derrotat per Tony Marino per KO en 14 assalts i perd la seua corona mundial
- 4 de març de 1938, París, és derrotat per Alf Brown per punts en 15 assalts i no pot reconquistar el títol mundial dels galls.
- 6 d'octubre de 1938, París, és derrotat per Valentin Angleman per desqualificació en 4 assalts no aconseguint conquerir el títol d'Europa dels galls.
- 1 de gener de 1940, València, venç per punts en 12 assalts a Miguel Safont proclamant-se campió d'Espanya.